# أنطون دوستلير
أنطون دوستلير(بالألمانية: anton dostler) ضابط ألماني {10 مايو 1891-1 ديسمبر 1945}
كان قائد الفيلق 75 بالجيش الألماني تعتبر محاكمته من أولى المحاكمات التي قامت بها دول التحالف للقادة النازيين بعد هزيمتهم في الحرب العالمية الثانية وقد تمت محاكمة الجنرال الألماني بتهمة إعطاء أوامر بإطلاق الرصاص على بعض الأسرى الأمريكيين الذين كانوا في مهمة أطلق عليها اسم Ginny الأولى عام 1944 لتفجير سكك الحديد التي من شأنها ان تقطع خط الإتصال بالقوات الألمانية في وسط إيطاليا 